# Josep Maria Trias de Bes i Serra
Josep Maria Trias de Bes i Serra (Madrid, 1944) is een Catalaanse advocaat en Spaanse politicus, die in zijn carrière tot nu toe van zes verschillende politieke partijen lid is geweest.
Hij studeerde af als jurist aan de Universiteit van Barcelona in 1968, gespecialiseerd in burgerlijk en handelsrecht. Hij was gehuwd met Consuelo Maqueda de Anta, een advocate en partijmilitante voor de Partit dels Socialistes de Catalunya die op 24 juli 1984 door een krankzinnige vermoord werd.
In de jaren 1960 militeert hij in de Partit Socialista Unificat de Catalunya en is betrokken bij de Caputxinada in 1966. In 1973 stapt hij echter over naar de  Convergència Socialista de Catalunya (CSC). In 1976 wordt hij lid van het bureau en de nationale raad van Convergència Democràtica de Catalunya. In de algemene verkiezingen van 1982 en 1986 wordt hij verkozen als afgevaardigde van de provincie Barcelona voor Convergència i Unió
Hij is lid van de raad van beheer van RTVE maar in 1992 geraakt hij in conflict met Jordi Pujol i Soley omdat hij tegen een coalitie-regering in Madrid stemt. In 1995 stapt hij over naar de  Partit Popular de Catalunya, de Catalaanse zusterpartij van de Partido Popular en werd in 1996 verkozen als afgevaardigde op het Congres van Afgevaardigden. In 1996 nam hij ontslag uit de Partit Popular en werd vervangen door Salvador Sanz Palacio . Van 1996 tot 1999 was hij voorzitter van de firma Acciona Trasmediterránea. Kort na zijn vertrek wordt hij in staat van beschuldiging gesteld wegens het stelen van een schilderij. Hij wordt een van de ondertekenaars van het Manifest del Sí, het manifest van de voorstanders van het nieuwe autonomiestatuut voor Catalonië uit 2006.
Sedert 2009 is Trias de Bes lid van zijn zesde politieke partij, Unió, Progrés i Democràcia die in 2007 werd opgericht, waarmee hij erin slaagt in zijn carrière het hele politieke spectrum van extreemlinks tot extreemrechts te omvatten, een politieke flexibiliteit die door de pers met een zekere ironie ontvangen wordt.